# Gamasiphis
Gamasiphis är ett släkte av spindeldjur. Gamasiphis ingår i familjen Ologamasidae.

## Dottertaxa tillGamasiphis, i alfabetisk ordning[1]
- Gamasiphis adanalis
- Gamasiphis aduncus
- Gamasiphis anguis
- Gamasiphis appendicularis
- Gamasiphis arcuatus
- Gamasiphis ardor
- Gamasiphis australicus
- Gamasiphis bengalensis
- Gamasiphis benoiti
- Gamasiphis breviflagelli
- Gamasiphis brevigenitalis
- Gamasiphis caper
- Gamasiphis conciliator
- Gamasiphis coniunctus
- Gamasiphis decoris
- Gamasiphis denticus
- Gamasiphis elegantellus
- Gamasiphis ellipticus
- Gamasiphis elongatellus
- Gamasiphis erinaceus
- Gamasiphis euincisus
- Gamasiphis eumagnus
- Gamasiphis femoralis
- Gamasiphis flagelli
- Gamasiphis foliatus
- Gamasiphis fornicatus
- Gamasiphis furcatus
- Gamasiphis gamasellus
- Gamasiphis gandensius
- Gamasiphis hamatellus
- Gamasiphis hamifer
- Gamasiphis hemicapillus
- Gamasiphis holocapillus
- Gamasiphis hyalinus
- Gamasiphis illotus
- Gamasiphis incisus
- Gamasiphis incudis
- Gamasiphis indicus
- Gamasiphis krieli
- Gamasiphis lanceolatus
- Gamasiphis lenifornicatus
- Gamasiphis longiorsetosus
- Gamasiphis longirimae
- Gamasiphis macrorbis
- Gamasiphis maheensis
- Gamasiphis mediosetosus
- Gamasiphis minisetae
- Gamasiphis minoris
- Gamasiphis novipulchellus
- Gamasiphis ovoides
- Gamasiphis parpulchellus
- Gamasiphis pilosellus
- Gamasiphis pinguis
- Gamasiphis pinnatus
- Gamasiphis plenosetosus
- Gamasiphis productellus
- Gamasiphis pulchellus
- Gamasiphis quadruplicis
- Gamasiphis saccus
- Gamasiphis setosus
- Gamasiphis sextus
- Gamasiphis silvestris
- Gamasiphis spinulosus
- Gamasiphis superardor
- Gamasiphis trituberosus
- Gamasiphis uncifer
- Gamasiphis undulatus
- Gamasiphis vinculi